# 雙子座IS
雙子座IS，又名BD+32 1414，HD 49380、SAO 59521、HR 2512，是雙子座的一颗恒星，视星等为5.71，位于銀經183.13，銀緯13.89，其B1900.0坐标为赤經6h 43m 10.3s，赤緯+32° 13.89′ 13″。